# Arazzi di caccia del Devonshire

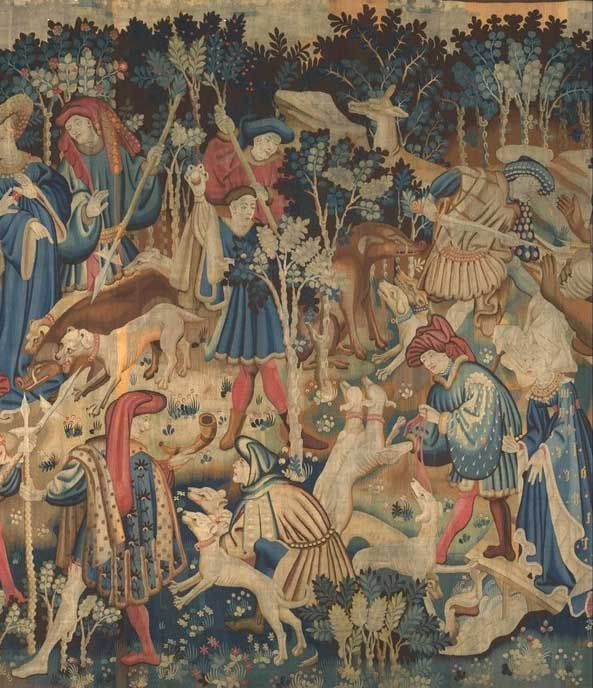
Caccia al cinghiale ed all'orso, Arazzi di caccia del Devonshire, 1420 c., Victoria and Albert Museum n. T.204-1957

Gli arazzi di caccia del Devonshire è un ciclo di arazzi fiamminghi della prima metà del XV secolo.

## Descrizione

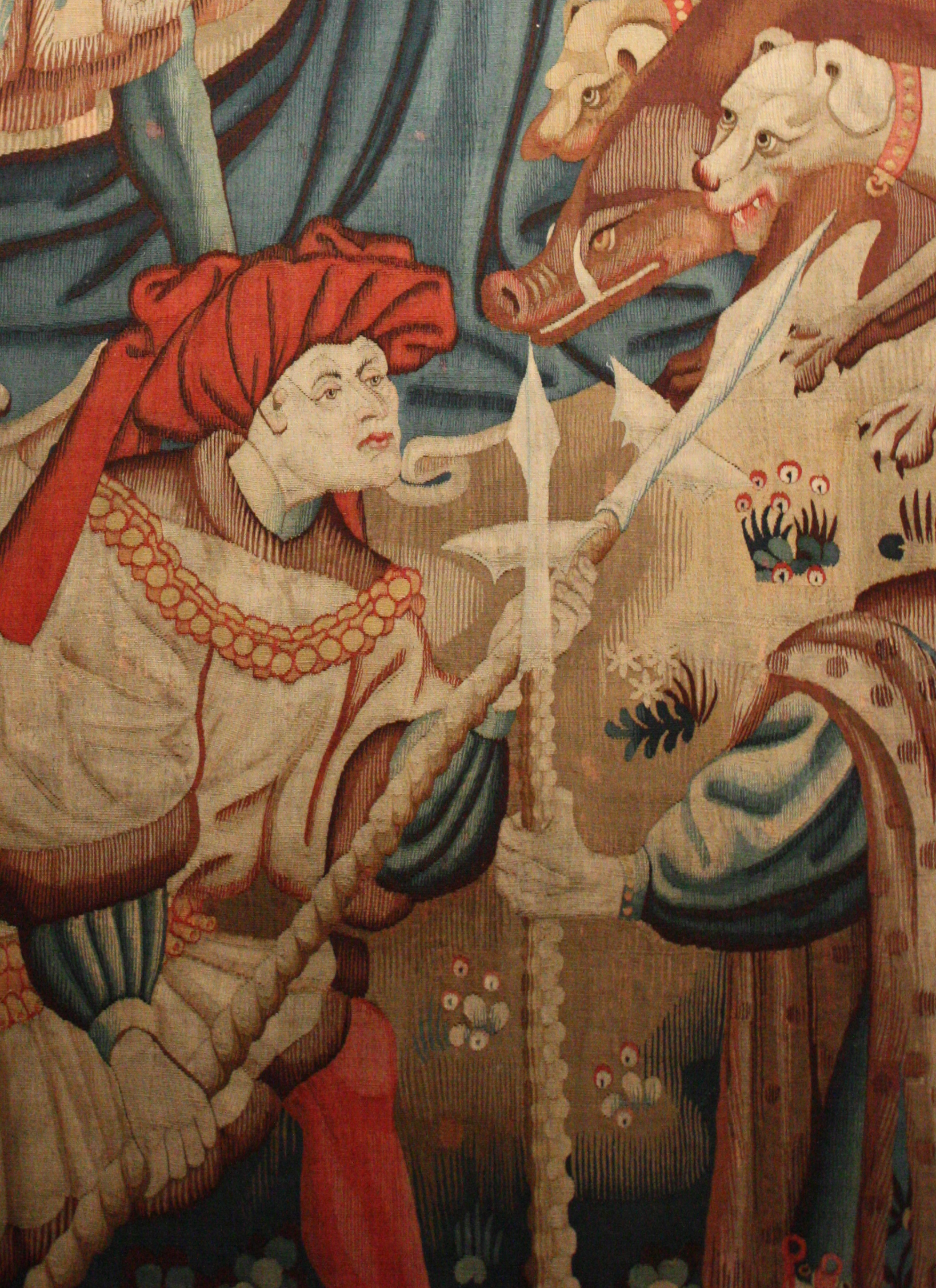
Dettaglio dell'arazzo della caccia al cinghiale ed all'orso

Questi quattro enormi lavori, ciascuno di 3 metri di larghezza, rappresentano uomini e donne vestiti alla moda della prima metà del XV secolo mentre sono intenti a cacciare in una foresta. Le antiche tappezzerie vennero fatte realizzare in ambito borgognone e successivamente pervennero ai duchi di Devonshire tramite la contessa Bess di Hardwick. Notizie di questi arazzi ci pervengono proprio dal VI duca il quale riporta che questi arazzi si trovavano ancora nella prima metà dell'Ottocento nella Long Gallery di Hardwick Hall e che venivano utilizzati per isolare dal freddo le gelide pareti, salvando così questi rari arazzi dalla dispersione o dalla distruzione. Gli arazzi rappresentano la caccia al cervo, la caccia col falcone, la caccia al cigno (per la sua carne pregiata), alla lontra (per la pelliccia pregiata), al cinghiale ed all'orso. La caccia era un tema particolarmente caro all'epoca medievale presso le famiglie aristocratiche e quindi anche presso coloro che commissionarono gli arazzi ed il pubblico che li ammirava. Lo stesso Enrico VIII pare avesse oltre 200 arazzi di sua proprietà che trattavano di questo tema. La caccia, oltre ad uno sport, era considerato anche un'importante forma di procacciamento del cibo.
Nell'arazzo raffigurante la caccia al cinghiale ed all'orso si trovano delle figure di uomini che portano speciali lance da cinghiali ideate per bloccare le mortali zanne del cinghiale durante la sua cattura. Il punto focale di maggior interesse nella composizione è però certamente quello relativo ai costumi che presentano un elaborato scorcio sul panorama della moda dell'epoca. Nella scena della caccia al cinghiale ed all'orso, inoltre, la donna che si trova sulla destra riporta ricamate sul vestito delle lettere a formare la frase Monte le Desire, canzone popolare in quel periodo.
I vestiti dei partecipanti alla caccia sono però ascrivibili all'ambiente borgognone più che a quello inglese dell'epoca, sintomo della provenienza della commissione (Paesi Bassi borgognoni), per quanto nessuna caccia dell'epoca sarebbe stata probabilmente condotta con vesti tanto ricche ed elaborate.

## Gli arazzi

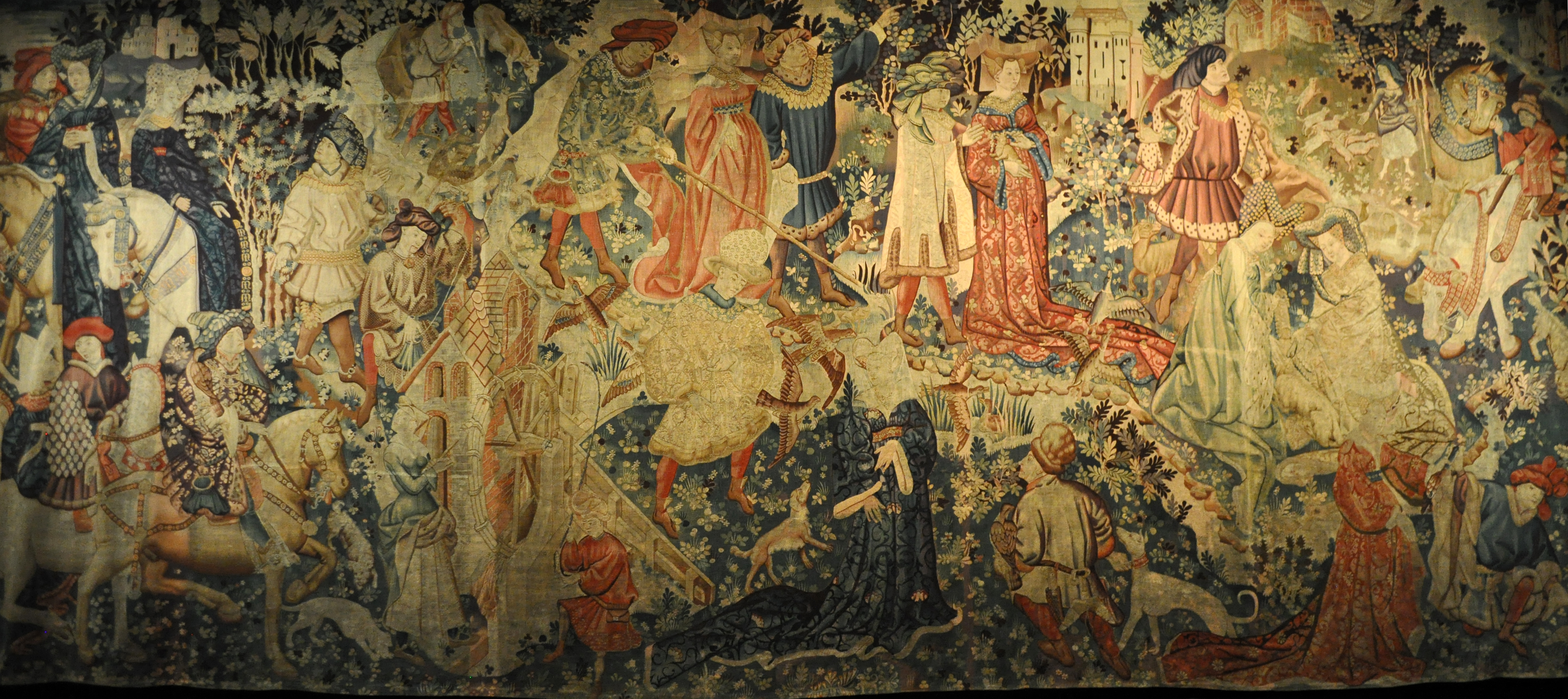
Caccia col falcone
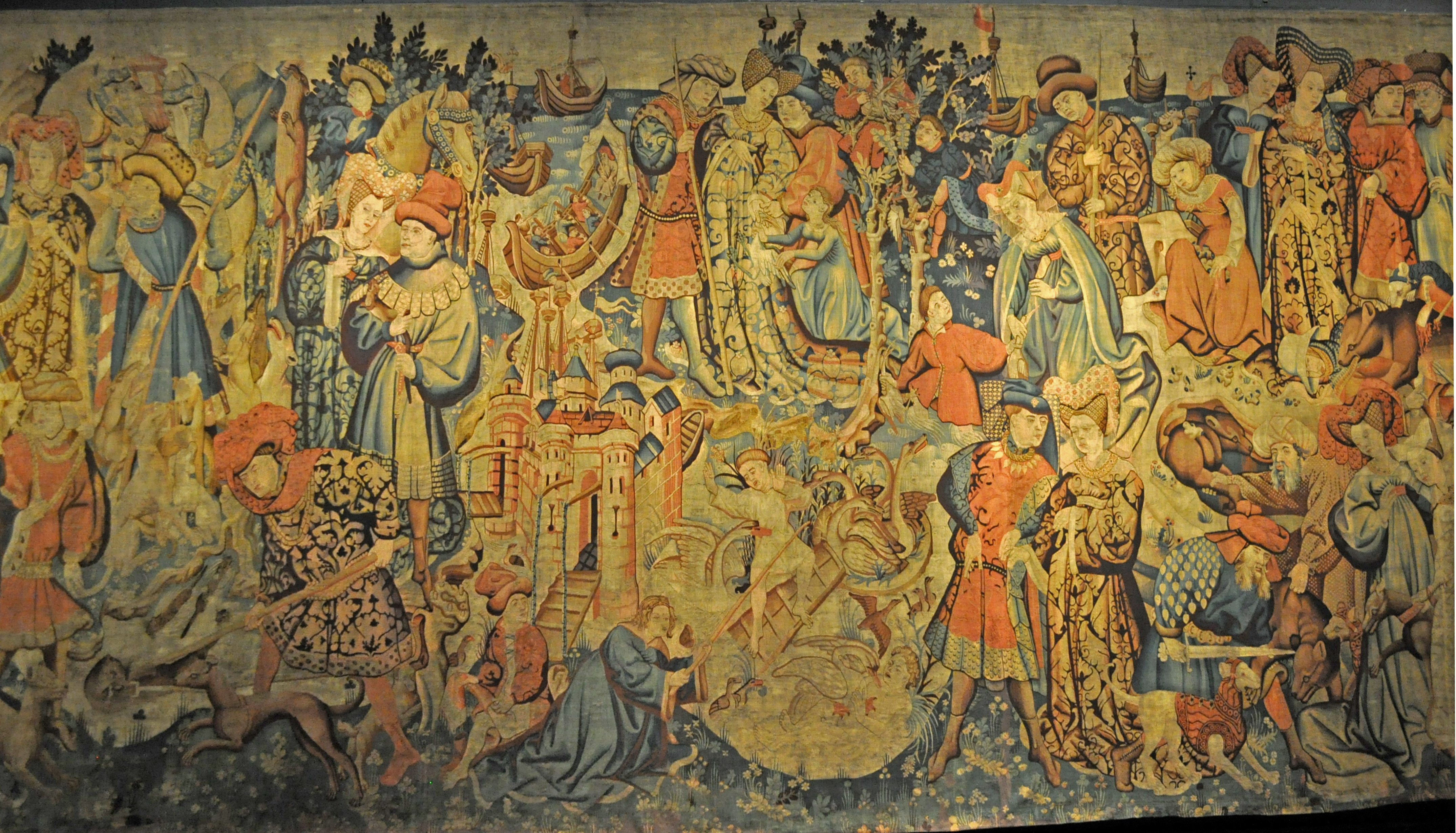
Caccia al cigno ed alla lontra
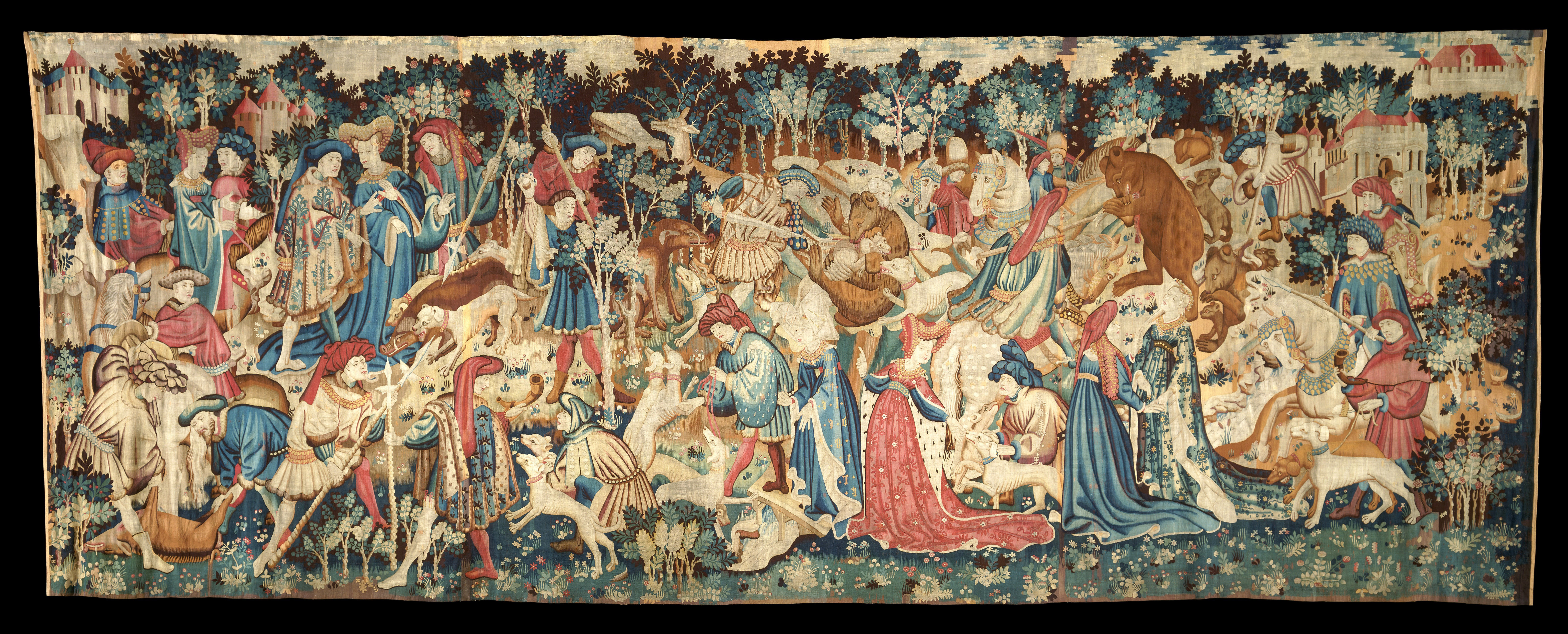
Caccia al cinghiale ed all'orso